# Josef Pelikan von Plauenwald
Josef Gregor Anton Pelikan von Plauenwald (* 28. April 1818 in Znaim; † 4. Juli 1896 in Pola) war ein k. u. k. Feldmarschalleutnant.

## Leben

### Herkunft und Familie
Geboren als Josef Pelikan, gehörte er mit der Nobilitierung seines Vaters Josef Pelikan (1787–1872), nachmaliger pensionierter k. k. Oberst, in Wien am 22. Januar, Diplom vom 13. Juni 1836 dem österreichischen Adel an. Seine Mutter war Antonia Korber (1795–1873). Er heiratete 
Katarina Khittel (1834–1906). Aus der Ehe sind vier Töchter und ein Sohn hervorgegangen. Sein Bruder Anton Pelikan von Plauenwald (1819–1899), k. k. Vizepräsident der niederösterreichischen Landesregierung, wurde in Wien am 22. Februar 1882 in den österreichischen Freiherrnstand erhoben.

### Werdegang
Josef Pelikan von Plauenwald wurde nach acht Jahren Ausbildung 1837 aus der Theresianischen Militärakademie als Fähnrich zum Infanterieregiment Nr. 57 überwiesen. 1838 avancierte er im Infanterieregiment Nr. 30 zum Leutnant sowie 1846 zum Oberleutnant. Ab 1844 war er dem Generalstab zugeteilt und arbeitete bei der Militärmappierung. 1848 machte er auf der konterrevolutionären Seite beim Infanterieregiment Nr. 49 die Belagerung Wiens und 1849 beim Generalquartiermeisterstab den Feldzug in Ungarn mit. Noch 1849 war definitiv im Generalstab und von 1852 bis 1857 im Evidenzbüro ebd. Um 1857 wurde er mit dem Militärverdienstkreuz ausgezeichnet. Seit 1858 war er für zwei Jahre Leiter der Mappierungsabteilung des Generalstabes und von 1859 bis 1862 wirkte er als Abteilungsleiter beim Generalkommando in Udine. 1863 war er bis 1864 im Präsidialbüro des Kriegsministeriums in Wien zugeteilt. Nach seiner Beförderung zum Oberst 1864, versah er bis Kriegsausbruch den Posten eines Militärattachés bei der k. k. Gesandtschaft in Berlin. Während des Deutschen Krieges war er dem sächsischen Hauptquartier zugeteilt und wurde am 13. November 1866 wurde er Chef des Evidenzbüros des Generalstabes. In dieser Stellung blieb er bis 1869, wo er als Brigadier in Wien neue Verwendung fand. Bis hierhin war er Ritter des Ordens der Eisernen Krone mit Kriegsdekoration, Ritter des sächsischen Heinrichs-Ordens sowie Besitzer des sächsischen Erinnerungskreuzes für den Feldzug 1866. 1870 stieg er zum Generalmajor auf. Von 1871 bis 1874 war er Brigadier und zeitweise auch Festungskommandant in Theresienstadt. Kurz darauf war er Kommandant der 4. Infanterie-Truppendivision in Brünn. 1875 avancierte er zum Feldmarschalleutnant und nahm mit seiner Division am Okkupationsfeldzug in Bosnien teil. Am 1. Dezember 1878 hat Josef Pelikan von Plauenwald seinen Abschied mit Pension erhalten.